# Onthophagus bisectus
Onthophagus bisectus là một loài bọ cánh cứng trong họ Bọ hung (Scarabaeidae).